# Johnny Menyongar
John "Johnny" Menyongar (ur. 26 czerwca 1979 w Monrovii) – liberyjski piłkarz grający na pozycji napastnika. Od 2011 roku jest piłkarzem klubu United Sikkim FC.

## Kariera klubowa
Menyongar urodził się w Liberii, w stolicy kraju Monrovii. Przygodę z piłką nożną rozpoczął jednak w Stanach Zjednoczonych w 1998 roku, gdy grał w drużynie college'u NAIA Lindsey Wilson College, Lindsey Wilson Blue Raiders. W 2000 roku przeszedł do drużyny Minnesota Thunder, z którą podpisał profesjonalny kontrakt. Grał z nią w lidze USL A-League, a w 2003 roku wywalczył z Minnesotą mistrzostwo tej ligi. W 2006 roku przeszedł z Minnesoty do Rochester Rhinos, grającego w USL First Division. Grał w nim do końca 2009 roku, a na początku 2010 został zawodnikiem NSC Minnesota Stars. Występował w niej przez sezon.
W 2011 roku Menyongar został piłkarzem indyjskiego klubu United Sikkim FC, grającego w I-League (poziom II).
| Sezon   | Klub                | Kraj              | Rozgrywki          | Mecze | Bramki |
| ------- | ------------------- | ----------------- | ------------------ | ----- | ------ |
| 2000    | Minnesota Thunder   | Stany Zjednoczone | USL A-League       | 33    | 21     |
| 2001    | Minnesota Thunder   | Stany Zjednoczone | USL A-League       | 13    | 2      |
| 2002    | Minnesota Thunder   | Stany Zjednoczone | USL A-League       | 25    | 10     |
| 2003    | Minnesota Thunder   | Stany Zjednoczone | USL A-League       | 25    | 8      |
| 2004    | Minnesota Thunder   | Stany Zjednoczone | USL A-League       | 27    | 6      |
| 2005    | Minnesota Thunder   | Stany Zjednoczone | USL First Division | 27    | 8      |
| 2006    | Rochester Rhinos    | Stany Zjednoczone | USL First Division | 20    | 4      |
| 2007    | Rochester Rhinos    | Stany Zjednoczone | USL First Division | 28    | 6      |
| 2008    | Rochester Rhinos    | Stany Zjednoczone | USL First Division | 29    | 6      |
| 2009    | Rochester Rhinos    | Stany Zjednoczone | USL First Division | 26    | 11     |
| 2010    | NSC Minnesota Stars | Stany Zjednoczone | USSF Division 2    | 20    | 1      |
| 2010/11 | United Sikkim FC    | Indie             | I-League           |       |        |

## Kariera reprezentacyjna
W reprezentacji Liberii Menyongar zadebiutował w 2001 roku. W 2002 roku został powołany do kadry na Puchar Narodów Afryki 2002. Wystąpił na nim w 2 spotkaniach: z Mali (1:1) i z Algierią (2:2). W kadrze narodowej grał do 2005 roku i wystąpił w niej 10 razy.